# 2022-es magyar fedett pályás atlétikai bajnokság
A 2022-es magyar fedett pályás atlétikai bajnokság a 48. bajnokság volt, melyet február 26. és február 27. között rendeztek Nyíregyházán, a Nyíregyházi Atlétikai Centrumban. A bajnokság történetében először rendezték Budapesten kívüli helyszínen a versenyt. A többpróba számait február 19–20-án a BOK Sportcsarnokban tartották.

## Naptár
Az ob eseményei helyi idő szerint (UTC +01:00):
| február 26., szombat | február 26., szombat       | február 27., vasárnap | február 27., vasárnap  |
| Idő                  | Esemény                    | Idő                   | Esemény                |
| -------------------- | -------------------------- | --------------------- | ---------------------- |
| 14:45                | megnyitó                   | 13:00                 | 60 m gát női (ief)     |
| 15:00                | 60 m női (ief)             | 13:00                 | rúdugrás férfi         |
| 15:00                | hármasugrás férfi          | 13:20                 | hármasugrás női        |
| 15:10                | rúdugrás női               | 13:20                 | 60 m gát férfi (ief)   |
| 15:15                | 60 m férfi (ief)           | 14:05                 | 60 m gát női (döntő)   |
| 15:30                | súlylökés női              | 14:20                 | 60 m gát férfi (döntő) |
| 16:00                | 60 m női (B-A döntő)       | 14:45                 | 200 m női (if.)        |
| 16:15                | 60 m férfi (B-A döntő)     | 15:05                 | 200 m férfi (if.)      |
| 16:45                | távolugrás női             | 15:10                 | távolugrás férfi       |
| 16:50                | 1500 m női (if.)           | 15:10                 | magasugrás női         |
| 17:00                | 1500 m férfi (if.)         | 15:30                 | 800 m női (if.)        |
| 17:10                | súlylökés férfi            | 15:45                 | 800 m férfi (if.)      |
| 17:15                | magasugrás férfi           | 16:15                 | 3000 m női (if.)       |
| 17:30                | 400 m női (if.)            | 16:35                 | 3000 m férfi (if.)     |
| 17:50                | 400 m férfi (if.)          | 17:00                 | 4 × 400 m női (if.)    |
| 18:05                | 3000 m gyaloglás női (if.) | 17:15                 | 4 × 400 m férfi (if.)  |

____
Magyarázat:
• if = időfutam • ief = előfutam

## Eredmények

### Férfiak
| Versenyszám      | Arany                                                    | Arany    | Ezüst                                                                           | Ezüst    | Bronz                                                  | Bronz    |
| ---------------- | -------------------------------------------------------- | -------- | ------------------------------------------------------------------------------- | -------- | ------------------------------------------------------ | -------- |
| 60 m             | Illovszky Dominik BHSE                                   | 6,63     | Máté Tamás FTC                                                                  | 6,78     | Pap Márk Ikarus BSE                                    | 6,80     |
| 200 m            | Máté Tamás FTC                                           | 21,03    | Wahl Zoltán Budafoki MTE                                                        | 21,45    | Bundschu Patrik Vasas                                  | 22,02    |
| 400 m            | Molnár Attila FTC                                        | 47,05    | Enyingi Patrik FTC                                                              | 47,91    | Steigerwald Ernő Békéscsabai AC                        | 48,45    |
| 800 m            | Vindics Balázs UTE                                       | 1:49,94  | Huller Dániel VS Dunakeszi                                                      | 1:51,27  | Kiss Gergő Xavér Sportolj Velünk SE                    | 1:51,39  |
| 1500 m           | Palkovits István Kecskeméti ARC                          | 3:42,94  | Pápai Márton MATE - GEAC                                                        | 3:43,67  | Szögi István Sportolj Velünk SE                        | 3:44,84  |
| 3000 m           | Pápai Márton MATE - GEAC                                 | 8:09,67  | Szögi István Sportolj Velünk SE                                                 | 8:09,79  | Palkovits István Kecskeméti AEC                        | 8:10,53  |
| 60 m gát         | Szeles Bálint Egri Sportiskola SE                        | 7,75     | Eszes Dániel VS Dunakeszi                                                       | 7,90     | Almási Olivér MTK                                      | 8,00     |
| 4 × 400 m váltó  | Máté Tamás Enyingi Patrik Varga Dániel Molnár Attila FTC | 3:11,88  | Birovecz Ben Jordán Birovecz Bátor Péter Szilveszter Marcell Vindics Balázs UTE | 3:19,77  | Takács Dávid Kiss Gergő Szögi István Kubasi János SVSE | 3:21,68  |
| 5000 m gyaloglás | Helebrandt Máté NYSC                                     | 19:26,68 | Venyercsán Bence BHSE                                                           | 20:34,56 | Tóth Norbert H. Szondi SE                              | 21:15,52 |
| magasugrás       | Bakosi Péter NYSC                                        | 222 cm   | Török Gergely DSC-SI                                                            | 219 cm   | Bándli Olivér BHSE                                     | 212 cm   |
| rúdugrás         | Nagy Marcell MTK                                         | 515 cm   | Böndör Dániel AC Bonyhád                                                        | 500 cm   | Kéri Tamás Ikarus BSE                                  | 500 cm   |
| távolugrás       | Galambos Tibor FTC                                       | 7,49 m   | Pázmándi Dominik Szolnoki MÁV-SE                                                | 7,39 m   | Gerics Roland TSC-Geotech                              | 7,37 m   |
| hármasugrás      | Galambos Tibor FTC                                       | 15,71 m  | Szenderffy Dániel VS Dunakeszi                                                  | 14,99 m  | Pál Robin NYSC                                         | 14,94 m  |
| súlylökés        | Tóth Balázs NYSC                                         | 17,95 m  | Kovács László Ikarus BSE                                                        | 17,49 m  | Fischer Márk Szegedi VSE                               | 17,06 m  |
| hétpróba         | Tóth Zsombor MATE-GEAC                                   | 4872     | Gábris Dávid KSI                                                                | 4526     | Varga Bercel KSI                                       | 4397     |

### Nők
| Versenyszám      | Arany                                                                | Arany    | Ezüst                                                 | Ezüst    | Bronz                                                    | Bronz    |
| ---------------- | -------------------------------------------------------------------- | -------- | ----------------------------------------------------- | -------- | -------------------------------------------------------- | -------- |
| 60 m             | Nguyen Anasztázia MTK                                                | 7,42     | Takács Boglárka BHSE                                  | 7,47     | Kéri Bettina Sportol Velünk SE                           | 7,57     |
| 200 m            | Molnár Janka TSC-Geotech                                             | 24,12    | Furulyás Lili ZALASZÁM-ZAC                            | 24,23    | Mohai Regina ARAK UP Akadémia                            | 24,61    |
| 400 m            | Bartha-Kéri Bianka Sportol Velünk SE                                 | 53,44    | Molnár Janka TSC-Geotech                              | 53,82    | Rapai Fanni Ikarus BSE                                   | 54,78    |
| 800 m            | Bartha-Kéri Bianka Sportol Velünk SE                                 | 2:02,64  | Heffner Hédi BEAC                                     | 2:08,08  | Ohn Kinga BEAC                                           | 2:08,50  |
| 1500 m           | Varga Gréta Sportol Velünk SE                                        | 4:22,22  | Ohn Kinga BEAC                                        | 4:22,38  | Tóth Lili Anna BHSE                                      | 4:22,75  |
| 3000 m           | Tóth Lili Anna BHSE                                                  | 9:25,07  | Máramarosi Rita KSI SE                                | 10:11,91 | Kocsis Kata FTC                                          | 10:12,57 |
| 60 m gát         | Kerekes Gréta DSC-SI                                                 | 8,33     | Tóth Anna DVTK                                        | 8,36     | Bognár Anna BHSE                                         | 8,66     |
| 4 × 400 m váltó  | Simon Virág Dobránszky Laura Kriszt Sarolta Nádházy Evelin MATE-GEAC | 3:41,49  | Répássy Hanna Ferencz Anna Erdei Tamara Mátó Sára MTK | 3:43,34  | Széll Gyöngyi Ohn Kinga Magyar Júlia Heffner Hédi BEAC A | 3:53,24  |
| 3000 m gyaloglás | Oláh Barbara Békéscsabai AC                                          | 12:55,04 | Madarász Viktória UTE                                 | 13:14,29 | Récsei Rita BHSE                                         | 13:23,97 |
| magasugrás       | Szabó Barbara MTK                                                    | 182 cm   | Fekete Fédra BHSE                                     | 179 cm   | Keszthelyi Luca Szolnoki MÁV-SE                          | 173 cm   |
| rúdugrás         | Klekner Hanga Csenge DSC-SI                                          | 420 cm   | Garamvölgyi Petra PVSK                                | 390 cm   | Kováts Fanni Virág MTK                                   | 380 cm   |
| távolugrás       | Farkas Petra BHSE                                                    | 6,42 m   | Nguyen Anasztázia MTK Budapest                        | 6,37 m   | Lesti Diana Kecskeméti ARC                               | 6,15 m   |
| hármasugrás      | Nyisztor Petra NYSC                                                  | 12,81 m  | Áts Viktória TSC-Geotech                              | 12,72 m  | Karkiss Léna FTC                                         | 12,28 m  |
| súlylökés        | Márton Anita Békéscsabai AC                                          | 16,57 m  | Veiland Violetta SZVSE                                | 15,51 m  | Beregszászi Renáta SZVSE                                 | 14,59 m  |
| ötpróba          | Szűcs Szabina Bp. Honvéd                                             | 4042     | Fekete Fédra Bp. Honvéd                               | 3530     | Keszthelyi Luca Szolnoki MÁV                             | 3487     |